# Sabermetrics
Der Begriff Sabermetrics steht für Analysen im Baseball mittels objektiver Anhaltspunkte, insbesondere durch Statistiken. Der Begriff leitet sich von SABR ab (Society for American Baseball Research), einer Vereinigung, die sich mit der wissenschaftlichen Erforschung des Baseballsports beschäftigt. Der Begriff Sabermetrics wurde von Bill James geprägt, der sich als einer der ersten mit statistischen Analysen zum Baseball beschäftigt hat und seitdem neben Nate Silver einer der bekanntesten Fürsprecher von Sabermetrics ist.

## Prinzipien
Zu den Grundlagen der Sabermetrics gehört es, den Inhalt und die Aussagekraft von Statistiken kritisch zu hinterfragen, um zu entscheiden, inwieweit diese für Analysen überhaupt brauchbar sind. So werden klassische Statistiken wie Batting Average, RBIs oder Pitcher Wins als wenig nützlich betrachtet, da diese entweder
- nur einen Teilaspekt der Leistung eines Spielers betrachten (Beispiel: Der Batting Average berücksichtigt keine Extra-Base-Hits oder Walks),
- schlecht mit den erzielten Runs korrelieren (Beispiel: Der Batting Average korreliert deutlich schlechter als z. B. die On-Base Percentage) oder
- Individual- und Mannschaftsleistungen vermischen (Beispiel: RBIs und Wins können nicht von einem Spieler alleine erzielt werden).

Auch werden taktische Elemente des Spiels wie Base Stealing oder Bunts kritisch betrachtet, weil statistische Analysen gezeigt haben, dass diese in vielen Fällen keinen positiven Nutzen haben. Durch das kritische Hinterfragen von etablierten Methoden und Taktiken, die teilweise seit über hundert Jahren akzeptiert sind, wird Sabermetrics von einigen Baseballtraditionalisten heftig kritisiert, ohne dass jedoch die Methodiken oder statistischen Grundlagen widerlegt werden.
Zu den wichtigsten Methoden der Sabermetrics gehören:
- Entwicklung von Statistiken, die möglichst gut mit der Anzahl der erzielten oder abgegebenen Runs korrelieren
- Entwicklung von Statistiken, die die gesamte Leistung eines Spielers erfassen und nicht nur Teilaspekte
- Analyse von Statistiken unter Berücksichtigung aller Rahmenbedingungen wie Epoche oder Stadioneinflüssen

## Sabermetrics in Deutschland
Für den deutschen Baseball- und Softballsport gibt es so gut wie keine Veröffentlichungen zum Thema Sabermetrics, abgesehen von ein paar Einträgen auf Webseiten, in Blogs oder in Diskussionsforen. Allerdings wurden die Statistiken für die Bundes- und Regionalligen des Deutschen Baseball und Softball Verbandes in den letzten Jahren kontinuierlich erweitert und moderne Statistiken wie OPS und Range Factors sind bereits verfügbar. Ein wichtiger Schritt für verbesserte Analysen war die Einführung von erweiterten Defensivstatistiken für die Bundesligen und Regionalligen in den Jahren 2008 und 2009. Durch die Trennung der Defensivstatistiken nach Positionen und die Ermittlung der defensiven Innings Played wurde die Aussagekraft der Defensivstatistiken signifikant erhöht. Mit der Einführung des neuen DBV-Scoresheets 2009 wurden außerdem Doubles, Triples, Sacrifice Hits und Sacrifice Flies als zusätzliche Pitcherstatistiken eingeführt, so dass nun auch Opponents' OBP und Opponents' SLG berechnet werden können.
Damit liegen im Offensiv-, Defensiv- und Pitchingbereich ausreichende Daten für Sabermetrics-Analysen vor, auch wenn das verfügbare Material noch lange nicht mit den für die Major League Baseball verfügbaren Daten mithalten kann. Detaillierte Situational Stats und Play-by-Play-Daten wird es aufgrund des Amateurstatus des deutschen Baseballsports und der größtenteils ehrenamtlichen Dateneingabe auch langfristig nicht geben.
Zunächst müsste geklärt werden, ob die etablierten Sabermetrics-Statistiken auch auf den deutschen Baseball anwendbar sind. Zwar läuft das Spiel nach denselben Regeln ab wie in der Major League Baseball, doch es gibt aufgrund des niedrigeren Niveaus Unterschiede im Spielablauf. Im deutschen Baseball gibt es z. B. deutlich mehr Walks, Hit-by-Pitches, Stolen Bases, Errors, Wild Pitches und Passed Balls als in der MLB, dafür aber weniger Extra-Base-Hits und vor allem weniger Homeruns. Die Produktion von Runs ist also unterschiedlich und dies wirkt sich vermutlich auf die Genauigkeit von Runschätzverfahren aus. Erste Analysen haben gezeigt, dass die normale Runs Created-Formel die Runs in der deutschen Bundesliga deutlich zu niedrig schätzt.

## Offensivstatistiken
- EqA: Equivalent Average[4]
- LW: Linear Weights[5]
- OPS: On-Base Plus Slugging[6]
- RC: Runs Created[7]
- SECA: Secondary Average (Bill James)
- XR: Extrapolated Runs[8]

## Defensivstatistiken
- RF: Range Factor (Bill James)
- ZR: Zone Rating (John Dewan)

## Pitchingstatistiken
- DIPS: Defense Independent Pitching (Voros McCracken)

## Gesamtbewertungen
- TPR: Total Player Rating[9]
- VORP: Value over Replacement Player (Keith Woolner)
- WS: Win Shares[10]